# Saint-Étienne-de-l’Olm
Saint-Étienne-de-l’Olm – miejscowość i gmina we Francji, w regionie Oksytania, w departamencie Gard.
Według danych na rok 1999 gminę zamieszkiwało 235 osób, a gęstość zaludnienia wynosiła 56 osób/km² (wśród 1545 gmin Langwedocji-Roussillon Saint-Étienne-de-l’Olm plasuje się na 715. miejscu pod względem liczby ludności, natomiast pod względem powierzchni na miejscu 1048.).